# 牛久保町 (豊川市)
牛久保町（うしくぼちょう）は、愛知県豊川市の町名。

## 地理
豊川市南東部に位置し、東は中条町、西は下長山町、南は正岡町、北は光輝町・牛久保駅通・塔ノ木町に接する。
町域北部は洪積台地にあり、北から南にかけて下がり豊川下流右岸の沖積低地に至る。

### 字一覧
- 稲市場（いないちば）
- 大手（おおて）
- 岸組（きしぐみ）
- 岸下（きしした）
- 光輝前（こうきまえ）
- 城跡（しろあと）
- 城下（しろした）
- 高原（たかはら）
- 天王下（てんのうした）
- 常盤（ときわ）
- 水金剛（みずこんごう）
- 八幡口（やわたぐち）
- 蓮台（れんだい）
- 若子（わかご）

## 世帯数と人口
2023年（令和5年）3月31日現在の世帯数と人口は以下の通りである。
| 町丁     | 世帯数    | 人口    |
| -------- | --------- | ------- |
| 牛久保町 | 1,127世帯 | 2,435人 |

## 学区
市立小・中学校に通う場合、学区は以下の通りとなる。また、公立高等学校に通う場合、学区は以下の通りとなる。
| 区域           | 小学校               | 中学校             | 高等学校 |
| -------------- | -------------------- | ------------------ | -------- |
| 下記以外       | 豊川市立牛久保小学校 | 豊川市立南部中学校 | 三河学区 |
| 天王下・水金剛 | 豊川市立天王小学校   | 豊川市立南部中学校 | 三河学区 |

## 歴史
宝飯郡牛久保村を前身とする。かつては「牛窪」とも表記されていた。
江戸期は東海道御油宿の助郷村で、生活必需品を調達する在郷村としての性格があった。

### 町名の由来
『牛窪密談記』に「金色ノ清水ノ窪留リニ牛ノ臥セ居タルニヨリ里ノ名ヲ改ムベシトテ、一色常寒ヲ牛窪ト改メケルトアリ」と記録されている。

### 沿革
- 1889年（明治22年）10月1日 - 町村制施行・合併に伴い、宝飯郡牛久保村大字牛久保となる[5]。
- 1891年（明治24年）10月6日 - 町制施行に伴い、牛久保町大字牛久保となる[5]。
- 1943年（昭和18年）6月1日 - 合併・市制施行に伴い、豊川市大字牛久保となる[5]。
- 1944年（昭和19年）9月19日 - 牛久保町に改称[5]。
- 1960年（昭和36年）2月21日 - 豊川地区土地区画整理事業の換地処分に伴い、以下の町名が成立[9][10]。
  - 羽衣町・佐奈川町・松久町・山道町・牛久保駅通・中野川町・明野町・光輝町・南大通・弥生町・西口町・寿通・西香ノ木町・高見町・新桜町通・光明町・西塚町・川花町・堺町・下野川町・中部町・萩山町・新道町・代田町・中央通・千歳通・金屋本町・赤代町・金屋橋町・美和通・塔ノ木町
- 1973年（昭和48年）7月1日 - 一部が諏訪・穂ノ原となる[11]。
- 1987年（昭和62年）8月1日 - 一部が金屋西町となる[10]。

### 史跡
- 牛久保城跡
- 今川義元墓所（大聖寺内）

## 施設

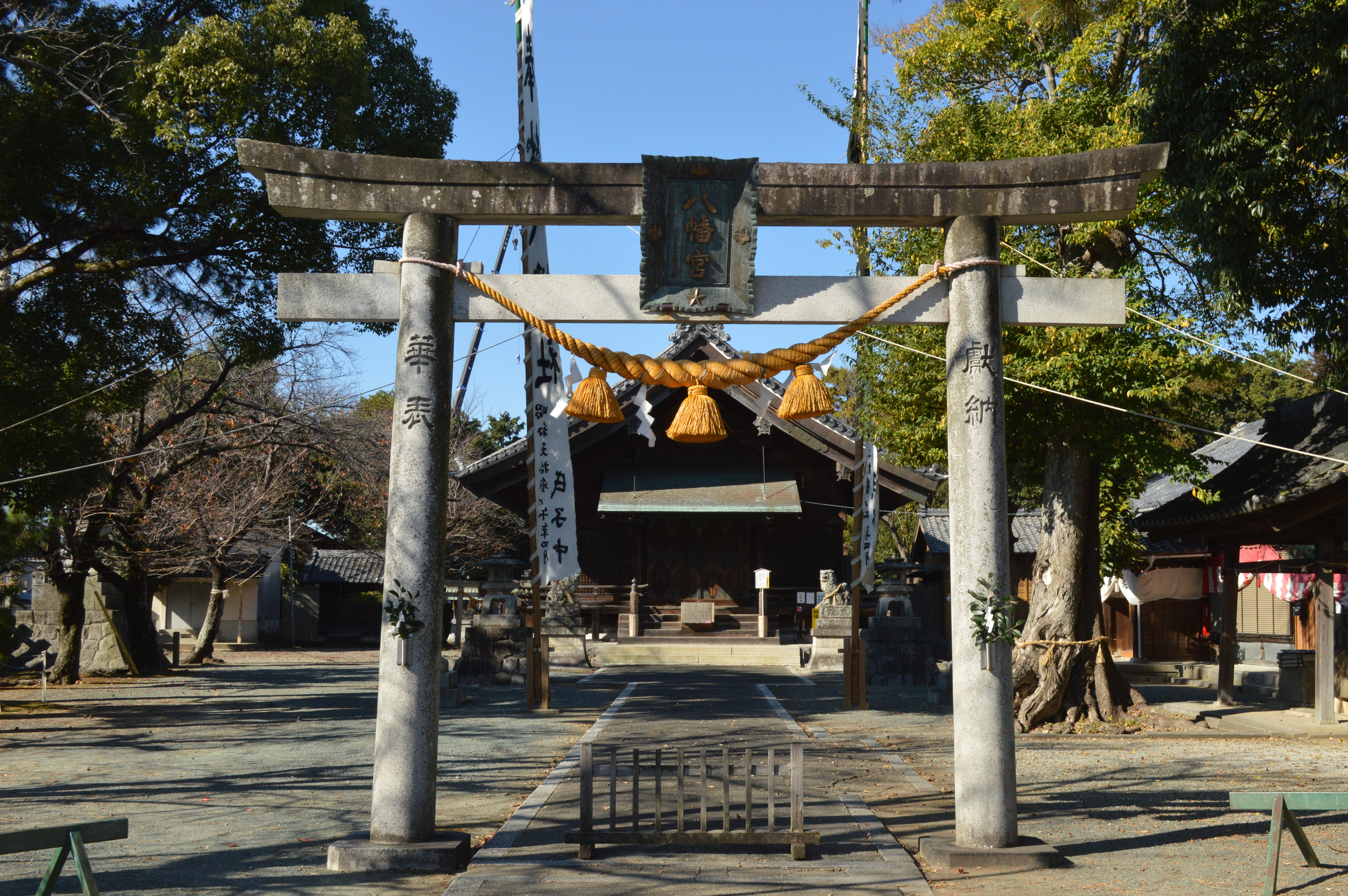
豊川市立牛久保小学校
- 豊川市立天王小学校
- 牛久保生涯学習センター
- 豊川信用金庫牛久保支店
- 豊川牛久保郵便局
- 牛久保八幡社
- 庚申寺
- 浄福寺
- 法信寺
- 養樹寺
- 了圓寺
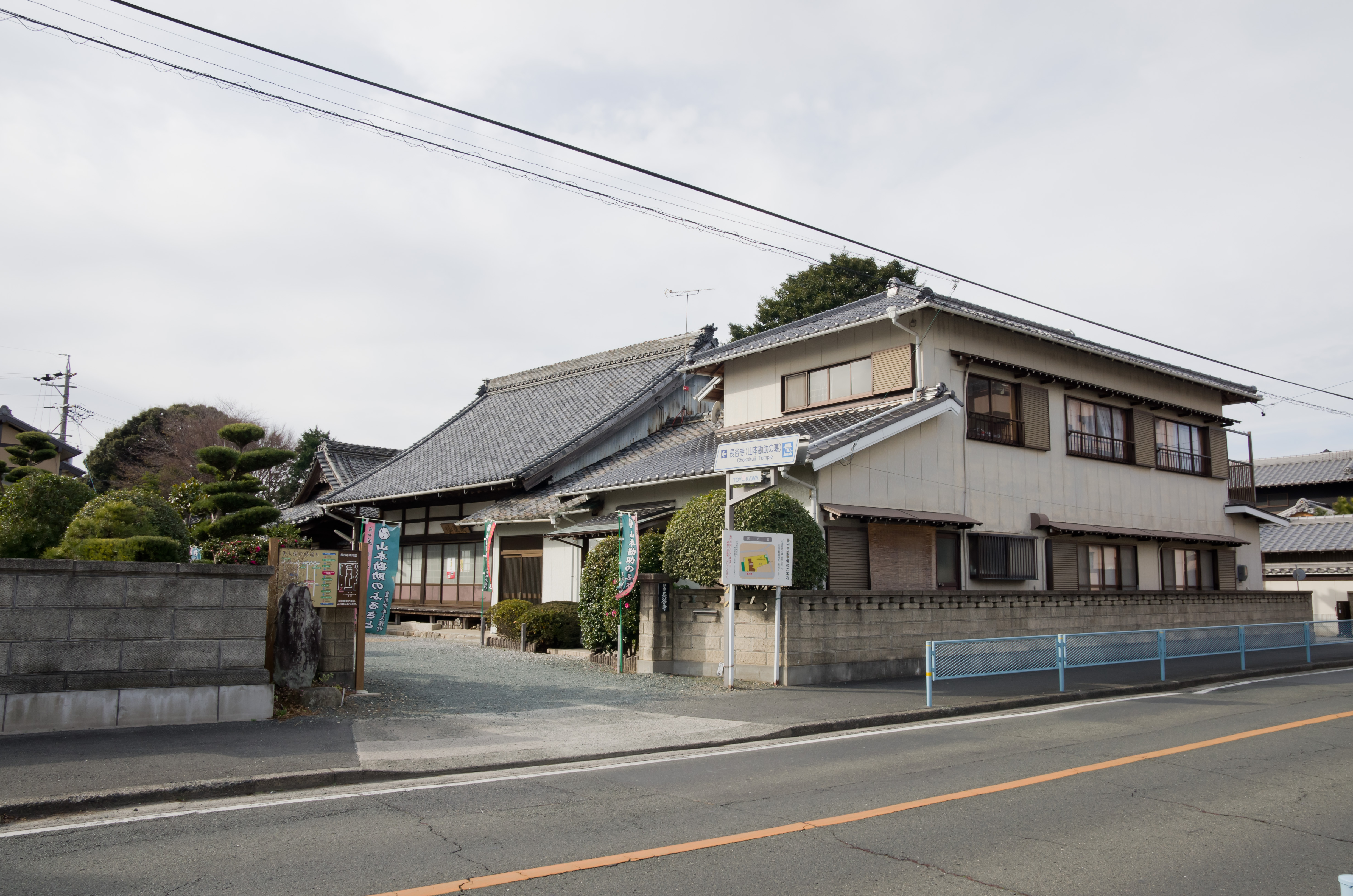
長谷寺
- 高勝寺
- 大聖寺
- 寺町公園
- 牛久保岸下公園

- 牛久保八幡社
- 長谷寺

## 交通

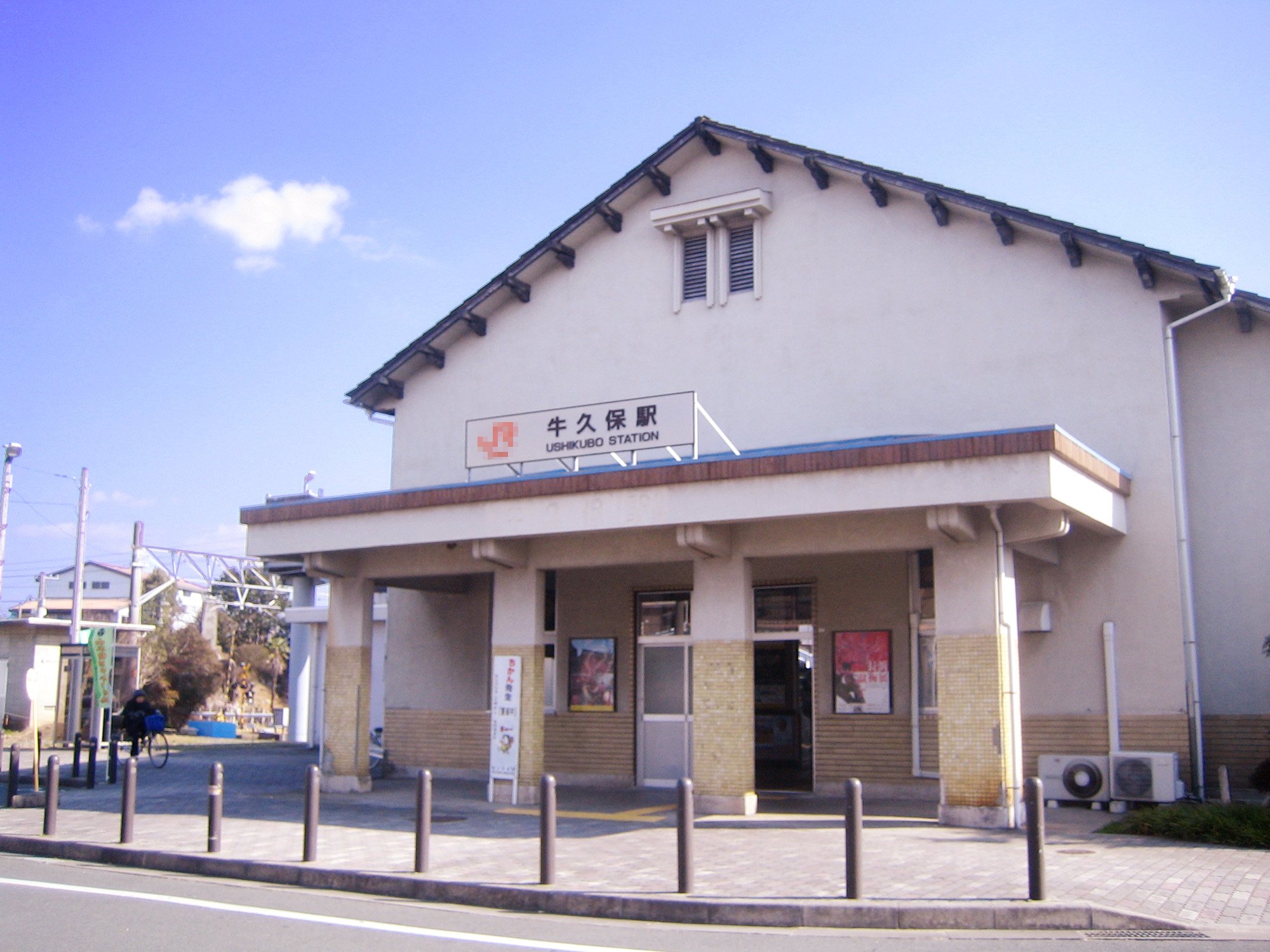
牛久保駅

### 鉄道
- JR飯田線 牛久保駅

### 道路
- 国道151号
- 愛知県道400号豊橋豊川線
- 愛知県道495号宿谷川線
- 牛久保駅通

## その他

### 日本郵便
- 郵便番号 : 442-0826[2]（集配局：豊川郵便局[12]）。